# Jens Clausen Wille
Jens Clausen Wille (* 3. Dezember 1750 in Christianshavn; † 27. März 1820 in Altona) war ein dänischer Kaufmann, Inspektor in Grönland und Übersetzer.

## Leben

### Frühes Leben
Jens Clausen Wille war der Sohn des Salzträgers Claus Nicolaisen Wille und seiner Frau Anne Jensdatter. Nach dem Schulabschluss ließ er sich zum Kontoristen ausbilden und wurde 1775 Korrespondent bei der königlichen Lotterie. 1779 wurde er als Buchhalter bei Den Kongelige Grønlandske Handel angestellt und 1781 zum Ersten Korrespondenten befördert.

### Zeit als Inspektor
1785 hatte der nordgrönländische Inspektor Johan Friderich Schwabe seinen Rücktritt beantragt, der 1786 genehmigt wurde. Jens Clausen Wille wurde zu seinem Nachfolger auserkoren. Kurz vor seiner Abreise heiratete er am 28. Mai 1786 Sophie Hedevig Lund, Tochter von Joachim Hendrich Lund, Kammerdienter von Adam Gottlob von Moltke, und seiner Frau Christina Amalie/Cathrine Amalia Bing. Das frischvermählte Paar reiste am 6. Juni an Bord der Ebenezer nach Grönland ab. Wegen der Windverhältnisse lag das Schiff knapp zwei Wochen in Helsingør und erst am 18. Juni konnte man weiterreisen. Am 22. August erreichte das Schiff die Loge Godhavn in Qeqertarsuaq. Vom ersten Tag an war Jens Clausen Wille für seine Freundlichkeit und Gastfreundlichkeit bekannt. Er lud die Handelsangestellten häufig zu sich nach Hause zu Festen ein und versicherte ihnen, nur für ihr Wohl arbeiten zu wollen. Auch gegenüber der einheimischen Bevölkerung war er überaus freundlich eingestellt. Zu diesem Zeitpunkt bestanden in seinem Inspektorat große Probleme mit englischen Walfängern, die Schleichhandel mit den Grönländern betrieben. Dadurch kam es zu großen Einbußen für den dänischen Handel und zudem meinte der Inspektor, dass die Bevölkerung mit den von den Engländern angebotenen gut angenommenen Luxuswaren wie Perlen, Porzellan, Seidentüchern, Kleidern, Schuhen, Branntwein und Puppen nichts anfangen könnten und deswegen große Armut ausbrechen würde. Er beschwerte sich sowohl bei der Handelsdirektion als auch bei den Engländern selbst, konnte aber nichts ausrichten. Um die Bevölkerung von den Engländern wegzulocken, bot er ihnen Belohnungen, wenn sie mit den Dänen kooperieren. Obwohl Jens Clausen Wille äußerst beliebt war, wurde er am 17. März 1790 entlassen, da Sparsamkeit für den Inspektor keine Tugend war und die Direktion die hohen Ausgaben nicht weiter mittragen wollte.

### Spätes Leben
Am 6. September 1790 reiste er an Bord der Jomfrue Giertrud heim und ließ sich in seiner Heimatstadt Kopenhagen nieder. Hier widmete er sich der Kultur und übersetzte zwei Komödien. 1795 übersetzte er Friedrich Ludwig Schröders Die vier Vormünder (De fire formyndere), uraufgeführt am 29. April 1796, und 1805 August von Kotzebues Die Brandschatzung (Brandskatten), uraufgeführt am 7. November 1806.
1806 wurde er zum Direktor am Fischerei- und Handelsinstitut in Altona ernannt. 1816 wurde er Generalkriegskommissar. Jens Clausen Wille starb 1820 in Altona verwitwet im Alter von 69 Jahren.